# Lacul Rat
Lacul Rat este o arie protejată de interes național ce corespunde categoriei a IV-a IUCN (rezervație naturală de tip geologic, floristic și faunistic), situat în estul Transilvaniei, pe teritoriul județului Harghita

## Localizare
Aria naturală se află în extremitatea sud-vestică a județului Harghita, pe teritoriul administrativ al comunei Porumbeni (în bazinul Târnavei Mari, la o altitudine de 600 m), în partea nordică a satului Porumbenii Mari, în apropierea drumului județean DJ137 care leagă localitatea Mugeni de Betești.

## Descriere
Rezervația naturală a fost declarată arie protejată prin Legea Nr.5 din 6 martie 2000, publicată în Monitorul Oficial al României, Nr.152 din 12 aprilie 2000, privind aprobarea Planului de amenajare a teritoriului național - Secțiunea a III-a - zone protejate și se întinde pe o suprafață de 10 ha. 

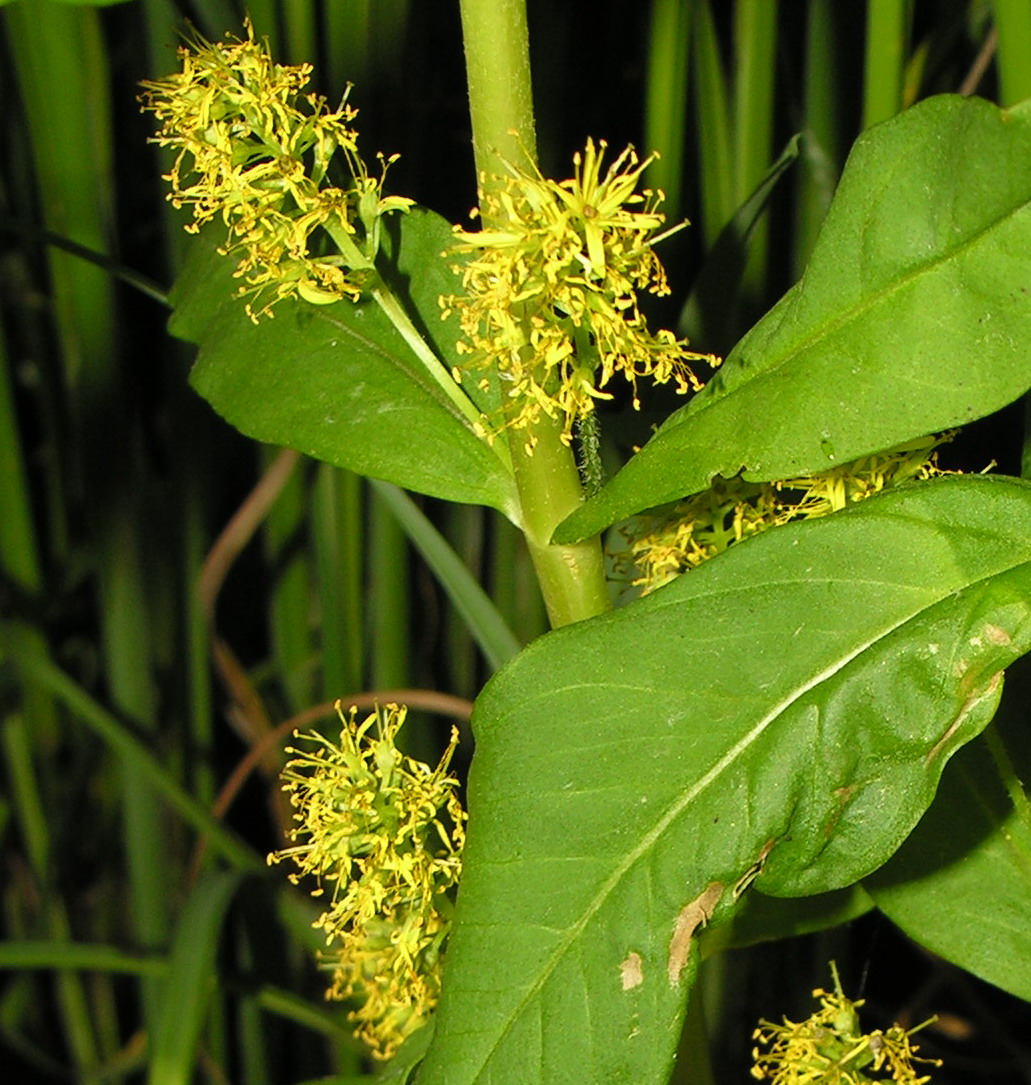
Gălbășoara de turbărie (Lysimachia thyrsiflora)

Aceasta reprezintă o zonă cu luciu de apă de cca. 2,80 ha (ormat în urma unui val de alunecare) acoperit în mare parte cu plaur (o pătură plutitoare de stuf (Phragmites australis) formată din rădăcini și rizomi legate între ele de aluviuni și humus). 
La nivelul ierburilor (în arealul ce împrejmuiește lacul) sunt întâlnite câteva rarități floristice protejate prin Directiva Consiliului European 92/43/CE (anexa I-a) din 21 mai 1992 (privind conservarea habitatelor naturale și a speciilor de faună și floră sălbatică); printre care: gălbășoara de turbărie (Lysimachia thyrsiflora), otrățelul de baltă (Utricularia vulgaris) sau trifoiul de baltă (Menyanthes trifoliata). 